# 思明州 (明郑)
思明州是明郑政權设置的一个州，管辖厦门、金门等岛屿。
南明永曆九年（清顺治十二年，1655年）二月，郑成功在中左守禦千戶所（簡稱「中左所」，城池在廈門島西南）置吏、户、礼、兵、刑、工等六官，分理军政各事。三月，郑成功改中左所为「思明州」（蕴含「思念明朝」之意），命薛联桂知州事，又令工官冯澄世筑演武亭，督兵操练。
明鄭永历十七年（清康熙二年，1663年），郑经将思明州改制为思明县。同年，清军攻占金厦二岛。
永历二十八年（康熙十三年，1674年），郑经趁“三藩之乱”回师大陆，重新夺回金厦二岛。
明郑永历三十四年（清康熙十九年，1680年）二月，清福建总督姚启圣、水师提督万正色、陆路提督杨捷出征厦门岛和金门岛。同月二十六日，郑经率厦门守军千余人退守台湾。同年，清廷派总兵镇守厦门。